# バイオジェネシス・スキャンダル

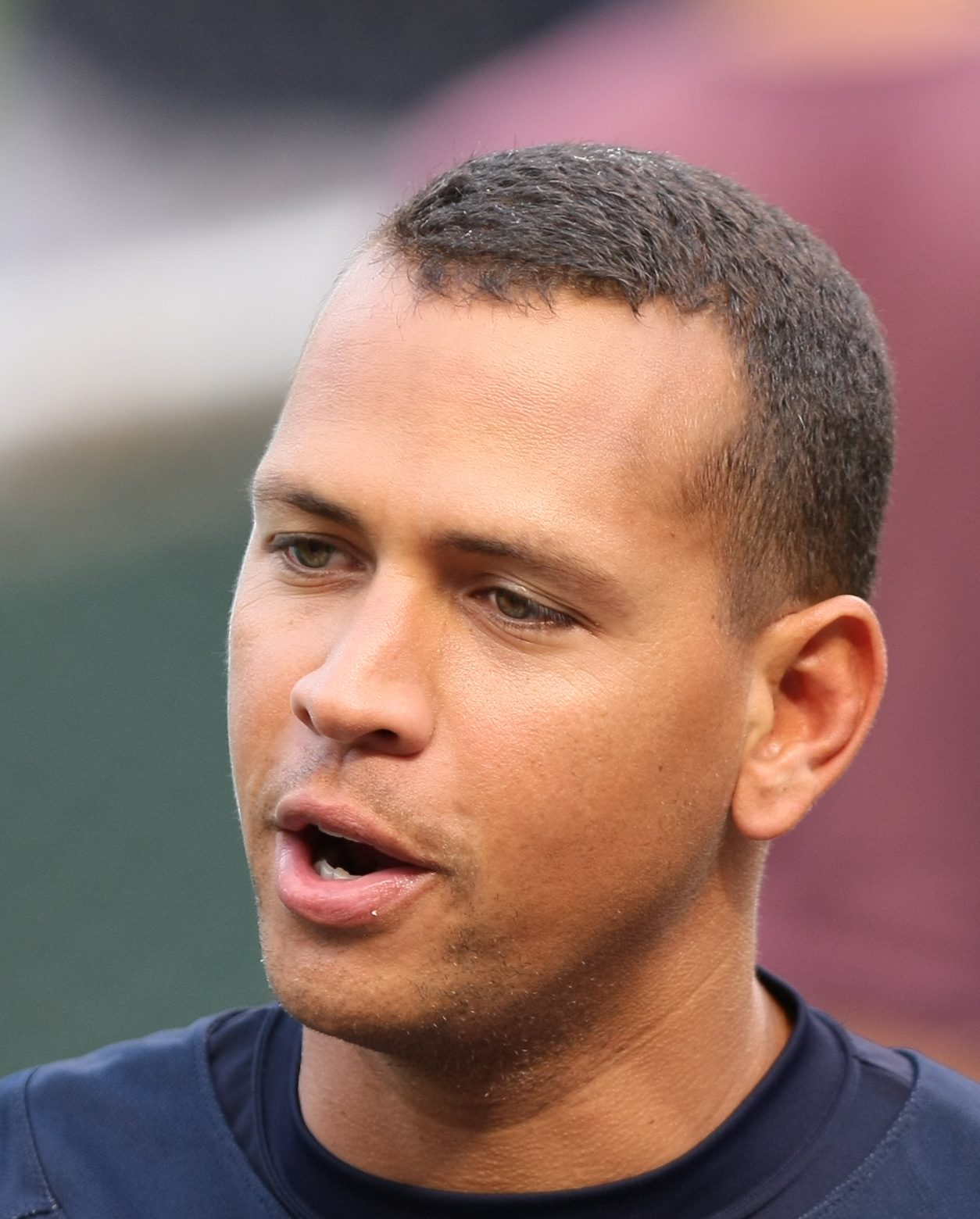
アレックス・ロドリゲス

バイオジェネシス・スキャンダル（Biogenesis scandal）は、主にメジャーリーグベースボール（MLB）の薬物スキャンダルであり、プロボクサーのユリオルキス・ガンボアも疑惑が浮上した。
2013年1月にヒト成長ホルモン（HGH）などの禁止薬物を購入していた事が判明した。同年7月22日にミルウォーキー・ブルワーズのライアン・ブラウンに65試合、8月5日にニューヨーク・ヤンキースのアレックス・ロドリゲスに211試合とその他12人の選手に50試合の出場停止処分が科された。

## 発覚から調査
バイオジェネシス・クリニック経営者のトニー・ボッシュは医師免許を持たない偽医者で借金が嵩み、2012年9月に顧客だったボディービルダーのポーター・フィッシャーをクリニックの共同経営者にすると持ち掛けて彼から4000ドルを借りた。翌月に利息を付けて返済する約束だったが、反故にされたためにフィッシャーが激怒。フィッシャーからメジャーリーグベースボール（MLB）選手への禁止薬物密売についての詳細ノートの情報提供を受けた地元新聞社のマイアミ・ニュータイムズ紙によって2013年1月29日に報道され、スキャンダルが発覚した。資料によると、アレックス・ロドリゲス、ネルソン・クルーズ、メルキー・カブレラ、ジオ・ゴンザレス、バートロ・コローンらの名前が禁止薬物を入手していたとして記されていたが、ロドリゲスは代理人を通じて報道を否定した。
4月12日にニューヨーク・タイムズ紙が「ロドリゲスが証拠隠滅を目的として既にバイオジェネシスから証拠を買い取っていた」と報じた。
生活面と司法面で多額の援助を約束されたボッシュは6月4日にMLBの調査チームと調査の協力で合意し、クリニックが禁止薬物を提供した選手名を報告すると伝えた。その後にMLBの調査チームは疑惑選手を次々と事情聴取した。彼らは揃って証言を拒否したが、ボッシュから入手した決定的な証拠を突きつけられ、追い込まれた。

## 選手の処分
7月22日にライアン・ブラウンがこれまで否定していたクリニックからの禁止薬物購入について認めて謝罪し、本来の処分2回目100試合から短縮された、シーズン残り65試合の出場停止処分を受け入れた。ブラウンはMVPを受賞した2011年12月にテストステロンに陽性反応を示したが、「検査に不手際があった」という異議申し立てが認められ、この時は処分を科されなかった。
8月5日に「複数年に渡ってテストステロンやヒト成長ホルモン（HGH）を含む多数の禁止薬物を所持・使用し、MLBによる調査を妨害して違反の隠蔽工作を図った」としてアレックス・ロドリゲスに異例の2014年シーズン終了までの計211試合の出場停止処分、他12人の選手には50試合の出場停止処分が科せられた。ロドリゲスは処分が重過ぎるとして異議申し立てを行い、申し立て期間中のプレーが許可された。他12人の選手は異議申し立てを放棄して処分を受け入れた。1921年8月3日のブラックソックス事件の8人を上回るMLB史上最多13人の選手が同時に処分を科せられた。また、2012年に既に出場停止処分を受けているバートロ・コローン、メルキー・カブレラ、ヤズマニ・グランダルには追加処分は科されず、調査対象になっていたジオ・ゴンザレスとダニー・バレンシアの潔白も認められた。
ロドリゲスは処分が発表された8月5日に股関節手術と大腿四頭筋の怪我から復帰し、ブーイングを浴びる中で2013年シーズン初出場を果たした。異議申し立てを行い、9月終わりまで試合出場を続けた。シーズン終了後の10月4日に「MLB機構とバド・セリグコミッショナーがアレックス・ロドリゲスの名声とキャリアを失わせるために利用しようとしていた証拠を不適切に集めようとしていた」としてMLB機構を提訴した。

## ユリオルキス・ガンボア
2013年1月29日にマイアミ・ニュータイムズ紙によってプロボクサーのユリオルキス・ガンボアがクリニックからHGH、インスリン様成長因子1（IGF-1）、テストステロン入りクリームなどの禁止薬物を購入していたと上記のMLBの選手達と合わせて報道され、発覚した。ボクシングにはMLBのような統一機関が存在しないためにガンボアを追跡調査する手段が無く、ガンボアが一切調査されずに試合に出場している事をヤフーやスポーツ・イラストレイテッドの記者は問題であると指摘した。

## 出場停止選手一覧
| 選手名                       | 所属球団                     | 守備位置 | 停止試合数 | 備考                                     |
| ---------------------------- | ---------------------------- | -------- | ---------- | ---------------------------------------- |
| アレックス・ロドリゲス       | ニューヨーク・ヤンキース     | 三塁手   | 211試合    | 異議申し立てにより、引き続きプレーが許可 |
| ライアン・ブラウン           | ミルウォーキー・ブルワーズ   | 外野手   | 65試合     | 最初に自供し、本来の2回目100試合から短縮 |
| ネルソン・クルーズ           | テキサス・レンジャーズ       | 外野手   | 50試合     | 2013年のオールスターゲーム選出           |
| エバース・カブレラ           | サンディエゴ・パドレス       | 遊撃手   | 50試合     | 2013年のオールスターゲーム選出           |
| ジョニー・ペラルタ           | デトロイト・タイガース       | 遊撃手   | 50試合     | 2013年のオールスターゲーム選出           |
| アントニオ・バスタルド       | フィラデルフィア・フィリーズ | 投手     | 50試合     |                                          |
| フランシスコ・セルベーリ     | ニューヨーク・ヤンキース     | 捕手     | 50試合     | 処分時は故障者リスト（DL）入り           |
| ジョーダニー・バルデスピン   | ニューヨーク・メッツ         | 外野手   | 50試合     | 処分時はマイナーリーグ所属               |
| ヘスス・モンテロ             | シアトル・マリナーズ         | 捕手     | 50試合     | 処分時はマイナーリーグ所属               |
| シーザー・プエロ             | ニューヨーク・メッツ         | 外野手   | 50試合     | 処分時はマイナーリーグ所属               |
| セルジオ・エスカローナ       | ヒューストン・アストロズ     | 投手     | 50試合     | 処分時はマイナーリーグ所属               |
| フェルナンド・マルティネス   | ニューヨーク・ヤンキース     | 外野手   | 50試合     | 処分時はマイナーリーグ所属               |
| ファウティノ・デロスサントス | フリーエージェント           | 投手     | 50試合     |                                          |
| ジョーダン・ノルベルト       | フリーエージェント           | 投手     | 50試合     |                                          |